# Carabus lusitanicus
Carabus lusitanicus es una especie de insecto adéfago del género Carabus, familia Carabidae. Fue descrita científicamente por Fabricius en 1801.
Habita en Portugal y España.